# Azinhaga
Azinhaga is een Portugees dorp nabij Golegã. In 2001 telde Azinhaga 1817 inwoners.
Het is de geboorteplaats van schrijver en Nobelprijswinnaar José Saramago (1922-2010).

## Geboren
- José Saramago (1922-2010), schrijver en Nobelprijswinnaar (1998)